# Asplenium presolanense
Asplenium presolanense är en svartbräkenväxtart som först beskrevs av Mokry, Rasbach och Reichst., och fick sitt nu gällande namn av C. Vogel och Rumsey. Asplenium presolanense ingår i släktet Asplenium och familjen Aspleniaceae. Inga underarter finns listade.